# Ichneumon kadzikistanus
Ichneumon kadzikistanus är en stekelart som beskrevs av Heinrich 1980. Ichneumon kadzikistanus ingår i släktet Ichneumon och familjen brokparasitsteklar. Inga underarter finns listade i Catalogue of Life.